# Arno Pötzsch

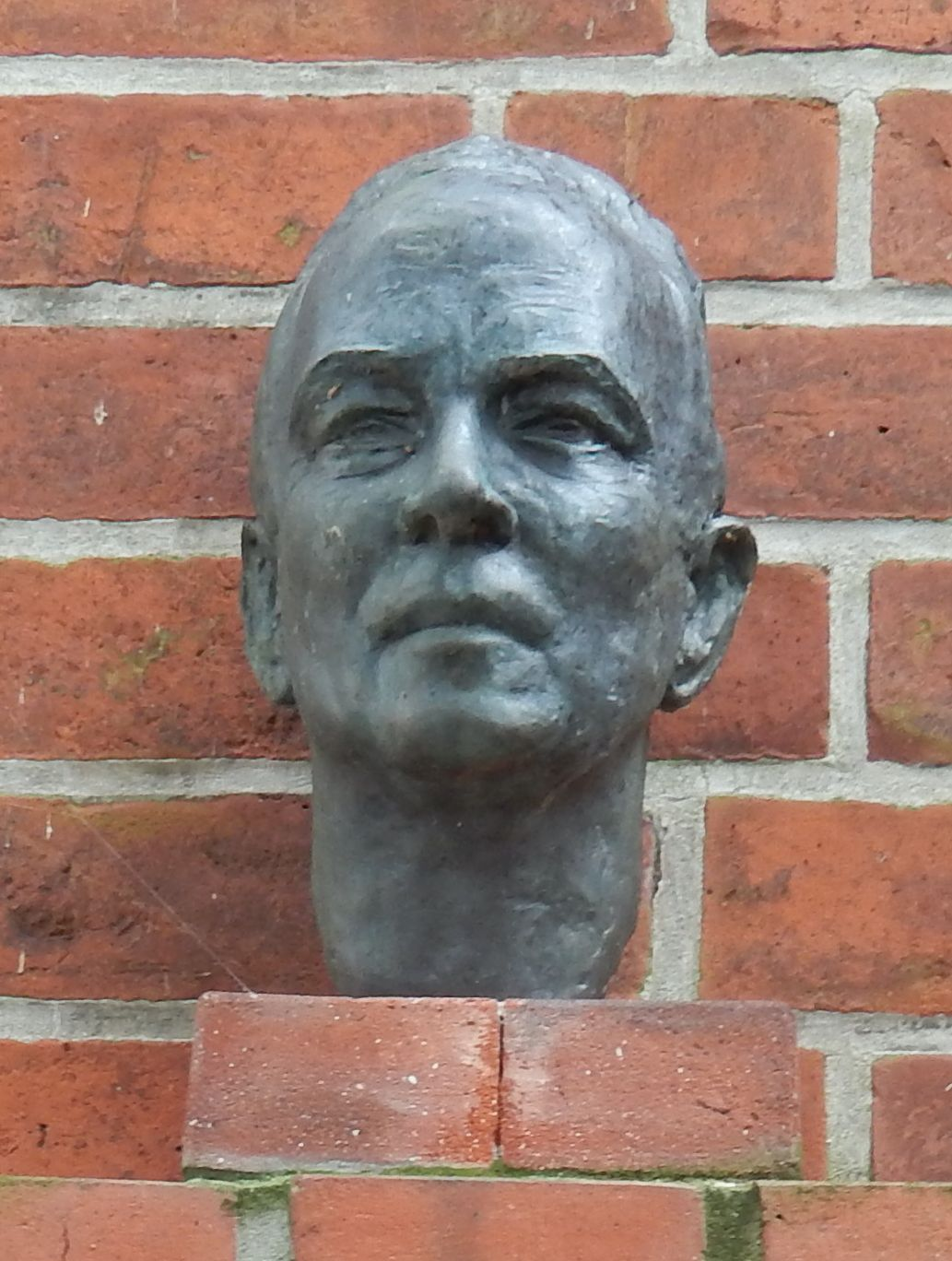
Büste Arno Pötzsch in Cuxhaven nahe der St.-Petri-Kirche

Arno Pötzsch (* 23. November 1900 in Leipzig; † 19. April 1956 in Cuxhaven) war ein deutscher Erzieher, evangelischer Pfarrer und Dichter von Kirchenliedern.

## Biografie
Arno Pötzsch war der Sohn eines Angestellten in einem Textilgeschäft, seine Mutter war Krankenschwester. Er wuchs in einfachen Verhältnissen auf und besuchte die Volksschule. Eigentlich wollte er Lehrer werden, doch musste er aus gesundheitlichen Gründen die Ausbildung abbrechen.
Im Verlauf des Ersten Weltkrieges meldete er sich als 17-Jähriger freiwillig zur kaiserlichen Kriegsmarine. Das Kriegsende brachte ihn in eine Glaubens- und Lebenskrise. Dann lernte er die Herrnhuter Brüdergemeine kennen, wo er Halt und neuen Mut fand. Pötzsch wurde in den Brüdergemeinen Kleinwelka bei Bautzen und Herrnhut als Erzieher und Fürsorger tätig. Man empfahl ihm Sozialarbeiter zu werden. 1930 entschloss er sich jedoch zum Studium der Theologie. Während des Studiums begann er Gedichte zu schreiben.
Er schloss sich 1935 der Evangelischen Michaelsbruderschaft an, einer 1931 gegründeten verbindlichen geistlichen Gemeinschaft.
Pötzsch wurde 1935 Pfarrer in Wiederau bei Rochlitz (Sachsen), 1938 Seelsorger an der Garnisonkirche in Cuxhaven. Von dort hatte er auch die holsteinischen Küstenorte und Helgoland zu betreuen. Während der deutschen Besetzung der Niederlande im Zweiten Weltkrieg war er Marinepfarrer in Den Haag. In dieser Zeit führte er einen intensiven Briefwechsel mit der Cuxhavener Buchhändlerin Käthe Neubauer und stellte 1941/42 mit Paul Kaetzke (1901–1968), dem Pfarrer der Deutschen Evangelischen Gemeinde in Den Haag, die Sammlung Singende Kirche zusammen. Sie enthält eigene Lieder und Tischgebete, die der Organist Jacques Beers (1902–1947) vertont hat.
Im Jahr 1941 erhielt Pötzsch das ihm von dem Schweizer Literaturwissenschaftler und Essayisten Fritz Ernst (1889–1958) gewidmete Buch über seinen Ururgroßvater mütterlicherseits Peter im Baumgarten, den bekannten Ziehsohn Johann Wolfgang von Goethes.
Viele seiner Gedichte und Lieder entstanden angesichts der Schrecken des Zweiten Weltkriegs. Er selbst bezeichnete sie als „Notlieder der Kirche“. Nach der Kapitulation der 6. Armee in Stalingrad Anfang 1943 widmete er Kurt Reuber, dem Freund aus der Michaelsbruderschaft und Zeichner der Stalingradmadonna, mehrere Gedichte. 1946 veröffentlichte er seinen apologetischen Gedichtband Die Madonna von Stalingrad mit Zeichnungen Reubers. Es führte dazu, dass Reuber zu einem Märtyrer des Protestantismus verklärt wurde. Pötzsch verwebt in den während des Krieges entstandenen Gedichten christliche Themen mit der Verteidigung des Dritten Reiches, während er den Grund für den Überfall auf die Sowjetunion und den Nationalsozialismus nicht hinterfragt, stilisiert er die deutschen Soldaten zu Opfern (Opfermythos), die Trost im Glauben an Gott suchen.
Von März 1948 an bis 1956 war er Gemeindepfarrer an der ihm vertrauten früheren Garnisonkirche in Cuxhaven, seit 1950 die St.-Petri-Kirche.
Seine geistlichen Gedichte aus der Kriegs- und Nachkriegszeit finden sich in vielen Andachts- und Gesangbüchern wieder. Die Theologin und Pfarrerin Margot Käßmann zitierte bei ihrem Rücktritt vom Bischofsamt und EKD-Ratsvorsitz am 24. Februar 2010 die beiden Anfangszeilen von Pötzschs Lied:
Du kannst nicht tiefer fallen

als nur in Gottes Hand,

die er zum Heil uns allen

barmherzig ausgespannt.
Er wurde auf dem Friedhof Brockeswalde in Cuxhaven beerdigt. Der Nachlass von Arno Pötzsch, der u. a. etwa 200 Predigten, die Tagebücher aus den Jahren 1918–1955, Briefe und Fotos umfasst, befindet sich seit Dezember 2018 im Unitätsarchiv der Herrnhuter Brüdergemeine in Herrnhut.

## Ehrungen
- Der Arno-Pötzsch-Platz in Döse wurde 1995 nach ihm benannt.
- Eine Büste von ihm befindet sich an der Außenwand des Kirchenbüros von St.-Petri Cuxhaven.
- Anlässlich seines Todestages wurde Pötsch am 19. April 2021 in einer Verkündigungssendung auf WDR 2 thematisiert.[5]
- Am Sonntag, 3. November 2024 um 7:05 Uhr widmete Deutschlandfunk Kultur[6] Arno Pötzsch eine 23-minütige Sendung von Thomas Dörken-Kucharz: „Du kannst nicht tiefer fallen als nur in Gottes Hand!“.

## Veröffentlichungen
- Briefe und Schriften 1938–1952. Hg. und kommentiert von Michael Heymel. Darmstadt 2019.
- Im Licht der Ewigkeit : geistliche Lieder und Gedichte. Gesamtausgabe. Hg: Marion Heide-Münnich. Verl. Junge Gemeinde, Leinfelden-Echterdingen 2008.

## Kirchenlieder
- Du hast zu deinem Abendmahl als Gäste uns geladen. (1941; EG 224)
- Meinem Gott gehört die Welt. (1934/1949; EG 408)
- Du kannst nicht tiefer fallen. (1941; EG 533)
- Singt, singt, singt, singt, singt Frieden auf Erden. (EG 541: Regionalteil Hessen und Nassau/Kurhessen-Waldeck)
- Bleib bei uns, wenn der Tag entweicht. (1952; EG 542: Regionalteil Württemberg und Nr. 102 im Gesangbuch der Evangelisch-methodistischen Kirche)
- Das Jahr geht hin, nun segne du (EG 551: Regionalteil West)
- Du gabst der Welt das Leben. (EG 668: Regionalteil Württemberg)
- Es ist ein Wort ergangen. (EG 586: Regionalteil Baden, Elsass, Lothringen, Pfalz / 590 – Regionalteil West und RG 256)
- Herr Gott, gib uns das täglich Brot. (EG 633: Regionalteil Niedersachsen, Bremen / 630 – Regionalteil Nordelbien)
- Vor den Türen deiner Welt stehst du allerzeiten. (vor 1952; RG 374)
- Ich will dem Herren singen, solang ich leb und bin. (1951; RG 731 und 88 im Gesangbuch der Evangelisch-methodistischen Kirche)
- Ich steh an deinem Kreuz, Herr Christ (vor 1956; EG 556: Regionalteil Rheinland/Westfalen/Lippe)
- Dich loben deine Werke (vor 1956; Nr. 61: Gesangbuch der Evangelisch-methodistischen Kirche)
- Herr Christ, mach uns zum Dienst bereit (1952; Nr. 556: Gesangbuch der Evangelisch-methodistischen Kirche)